# En kommentoi
En kommentoi è il decimo album di studio del cantante pop finlandese Antti Tuisku, pubblicato il 22 maggio 2015 attracerso la Warner Music Finland. L'album è stato prodotto da Simo "Jurek" Reunamäki. Tuisku ha affermato che l'album parla di "rispetto di sé, senso di autostima e della cura di ciò che gli altri pensano". L'album è entrato nella classifica finlandese degli album più venduti raggiungendo la prima posizione.
Il primo singolo estratto dall'album, Peto on irti, è stato pubblicato il 20 febbraio 2015 mentre il secondo singolo, Blaablaa (En kuule sanaakaan), è stato pubblicato il 10 aprile 2015.
Nel giugno 2015 l'album divenne disco d'oro in Finlandia.

## Tracce
1. En kommentoi – 3:06 (Aku Rannila, Saara Törmä, Jurek, Antti Tuisku)
2. Peto on irti – 3:34 (Rannila, Törmä, Jurek, Kalle Lindroth, Tuisku)
3. Blaablaa (En kuule sanaakaan) – 3:47 (Rannila, Lindroth, Jurek, Törmä)
4. Keinutaan (feat. VilleGalle) – 3:43 (Lindroth, Jurek, Tuisku, VilleGalle)
5. Hei ho paita pois – 3:44 (Rannila, Jurek, Tuisku, Törmä)
6. Hiton pelkuri – 3:44 (Rannila, Jurek, Törmä)
7. Veli (feat. Mikael Gabriel) – 3:41 (Jurek, Lindroth, Tuisku, Mikael Gabriel)
8. Saikkuu – 3:45 (Rannila, Jurek, Lindroth, Törmä)
9. Ihan sairasta mutta oikeesti kuulumme yhteen – 4:07 (Jurek, Lindroth, Tuisku, Törmä)
10. En huuda sun perään – 3:56 (Jurek, Lindroth, Tuisku)

## Classifica
| Classifica | Massima posizione |
| ---------- | ----------------- |
| Finlandia  | 1                 |